# Пам'ятник Лесі Українці (Звягель)
Пам'ятник Лесі Українці — пам'ятка монументального мистецтва в історичній центральній частині міста Звягель Житомирської області, у центрі площі Лесі Українки.

## Історія створення
Пам'ятник споруджено відповідно до постанови ЦК Компартії України і Ради міністрів УРСР від 10.01.1978 р. № 10, прийнято державною комісією, призначеною наказом Міністерства культури УРСР від 04.08.1987 р. № 543, на чолі з заступником міністра культури УРСР Сергієнко П. С. з оцінкою «відмінно».
Проект пам'ятника виконано авторською групою в складі скульптора Обезюка Миколи Наумовича та архітекторів Босенка Миколи Олександровича та Жигуліна Валентина Костянтиновича.
Проектування пам'ятника здійснили Міністерство культури УРСР і Держбуд УРСР разом з творчими спілками художників і архітекторів України. Технічна документація на спорудження пам'ятника Лесі Українці виготовлена Київським творчо-виробничим об'єднанням «Художник» Художнього фонду УРСР.
Роботи щодо спорудження пам'ятника виконували київські експериментально-виробничі майстерні Держбуду УРСР та Новоград-Волинське ремонтно-будівельне управління Житомирського тресту «Облрембуд». Вартість спорудження пам'ятника становила 96,4 тис. крб.
Урочисте відкриття пам'ятника 8 серпня 1987 р. започаткувало у місті проведення Міжнародного свята літератури і мистецтва «Лесині джерела».

## Опис
Скульптуру виконано з єдиної брили червоного граніту Омел'янівського родовища Житомирської області.
Пам'ятник встановлено у центрі земельного пагорбу, засадженого травою та листопадними деревами. Пагорб обмежений підпірною стінкою з полірованих блоків і плит червоного граніту. Площа навкруги пам'ятника вимощена бетонними плитами, влаштовано місця відпочинку, для благоустрою також використані поліровані плити червоного граніту Омел'янівського родовища.
Поетесу зображено в мить відпочинку: вона присіла на скелю, на яку спирається лівою рукою. Правою рукою тримає книгу, яка лежить на колінах. Фігура трохи розвернута лівим боком на глядача. Голова повернута вліво і трохи донизу, що надає фігурі задумливості та мрійливості. Волосся зображені зачесаними наверх і зібрані на потилиці. Коміром і лівою полою жакета ніби грається легкий вітерець, що надає динаміки і поетичності. Образне та пластичне рішення пам'ятника вражає глибиною психологічної характеристики, цілісністю, виразністю силуету та портретною достовірністю.